# برج رادیو و تلویزیونی تیانجین
برج رادیو و تلویزیونی تیانجین، با بلندای ۴۱۵٫۲ متر (۱۳۶۲ پا)، یک برج است که در شهر تیانجین کشور چین قرار گرفته و بیشتر به عنوان یک برج ارتباطی از آن استفاده می‌شود. این برج در سال ۱۹۹۱ میلادی ساخته شده است. این برج، طبق آمار سال ۲۰۰۹، هفتمین برج بلند در فدراسیون جهانی برج‌های بلند است. برج رادیو و تلویزیونی تیانجین، عضوی از فدراسیون جهانی برج‌های بلند محسوب می‌شود.